# Місяць авторських читань
Місяць авторських читань — найбільший чеський, а нині центральноєвропейський, літературний фестиваль, який з 2000 року організує видавництво і агентство з міста Брна «Вітряки» (чеськ. Větrné mlýny).
Відбувається щодня протягом місяця з 1 по 31 липня.

## Історія
У 2000—2004 роках фестиваль відбувався в «Кабінеті муз» у м. Брно у форматі 31 літературного вечора. З 2005 року він поступово розширювався до сучасного стану, коли щовечора проходить два авторські читання, одне присвячене чеській літературі, друге — закордонному почесному гостеві. З часу, коли фестиваль отримав ще й закордонну лінію, гостями були: 2005 рік — Словаччина, 2006 — автори з Берліна, 2007 — білоруські автори, 2008 — канадські автори. Важливою темою дев'ятого фестивалю у 2008 році став письменник Павел Когоут, який того року святкував своє 80-ліття. Липень 2009 року був специфічний тим, що МАЧ розрісся ще на одну лінію під назвою «Діалог Брно — Штутгарт», з нагоди двадцятиліття партнерства міст Брно і Штутгарт, почесним гостем фестивалю була Австрія. У 2010 році до Брна приїхали письменники і письменниці з Франції. Того ж року фестиваль уперше вийшов за межі свого рідного міста, він відбувся в Остраві, у театрі «Стара Арена». Почесними гостями у 2011 році були автори з Польщі, а фестиваль із цього року відбувається також у польському Вроцлаві і словацьких Кошицях, у 2012 році почесними були гості зі Словенії. У 2013 році — німецькомовні автори. У 2014 році — автори з Шотландії, а у 2015 — з України. 2016 рік — гості з Іспанії.
З 2015 року фестиваль відбувається також в українському місті Львові у МО «Дзиґа», директор львівської частини фестивалю — Григорій Семенчук. Нині фестиваль щороку має дві лінії: одну презентує почесний гість (31 автор), другу — письменники з Чехії, Словаччини, Польщі, України (разом також 31). Щодня таким чином відбувається два читання, які мають такий формат: після короткого представлення від організаторів письменник сідає за стіл і або веде з глядачами розмову, або відразу починає читати. За бажанням автора зала може бути освітлена чи затемнена. Якщо йдеться про закордонну лінію, то крім автора, є ще перекладач, а авторський текст у перекладі транслюється на екран. Основну програму супроводжують додаткові акції: показ фільмів, виставки, концерти, публікації.
У різні роки авторами, які виступали на Місяці авторських читань у Львові були: Юрій Андрухович, Оксана Забужко, Тарас Прохасько, Яцек Денель, Катержина Тучкова, Ольга Токарчук, Андрій Содомора